# Virus de l'encefalitis equina occidental
El virus de l'encefalomielitis equina occidental (VEEO) és considerat un New World Alphavirus (com també ho són el VEEE - virus de l'encefalitis equina de l'est i el VEEV - virus de l'encefalitis equina veneçolana). És el causant d'encefalitis víriques en diferents espècies, a diferència dels Old World Alphavirus que típicament provoquen febre, artralgia i rash cutani. El VEEO és una causa molt important d’encefalitis vírica en els humans i en cavalls (entre altres espècies domèstiques), sobretot al continent Americà. A causa del seu gran potencial com a armes biològiques i la seva naturalesa patògena, s’han inclòs dins la categoria B de la llista de patògens prioritaris del National Institute of Allergy and Infectious Diseases of the National Institutes of Health.
És un virus ARN monocatenari positiu amb coberta pertanyent al gènere Alphavirus de la familia Togaviridae, juntament amb els Rubellavirus. Fins ara hi ha descrites 29 espècies diferents d’Alphavirus.

## Història
El virus de l'encefalitis equina occidental va ser descobert l'any 1930 quan van morir un gran nombre de cavalls a causa d'una encefalitis. El científic Karl Friedrich Meyer va ser l'encarregat d'investigar aquest cas, però no va ser capaç d'aïllar aquest patogen a partir de la necròpsia de cavalls que ja feia temps que havien mort. El que ell necessitava era mostres de cavalls que no tinguessin fases tant avançades del patogen. El grup d'investigadors de Meyer va rebre la notícia que un cavall estava patint una encefalitis, però quan el van anar a buscar per investigar-lo, el propietari d'aquest no els va deixar endur-se'l. Va ser gràcies a Meyer que va aconseguir convèncer la dona del propietari dient-li que el cavall acabaria morint de totes maneres. La dona d'amagat del seu marit va vendre el cavall als investigadors per 20$. Després d'eutanasiar el cavall, van fer la necròpsia del cervell i d'aquesta manera van ser capaços d'aïllar aquest patogen.

## Origen
El virus de l'encefalitis equina occidental és un dels tres Alphavirus que prové d’un ancestre recombinant. Els gens de proteïnes no estructurals i de la càpside provenen d’una soca ancestral de VEEE, mentre que els gens codificants per les glicoproteïnes de coberta provenen d’un Sindbis virus ancestral (SINV). A part de la recombinació genètica, es van produir una sèrie de mutacions compensatòries en el domini citoplàsmàtic de la proteïna E2 que va permetre la interacció efectiva amb les proteïnes de la càpside de la soca ancestral de VEEE. Considerant aquesta interpretació, les nucleocàpisdes formades a partir de l'ancestre de VEEE són més properes i similars als virus del New World i no pas als de l’Old World. Per posar a provar aquesta hipòtesi s’han realitzat estudis de l'estructura del VEEO utilitzant CryoEM image reconstruction, que arriba a 13 Å de resolució.

## Estructura
L'estructura general del VEEO és similar a la resta d'Alphavirus, sobretot pel que fa a nivell de proteïnes estructurals. La mida del virus és d’entre 660 a 760 Å i ocupa des del centre i radialment uns 150 Å. Les proteïnes de la càpside comencen a ser presents a partir de 154 Å, on l'extrem N-terminal interacciona amb la cadena d'ARN, estenent-se fins a 230 Å, molt a prop de la part interna de la membrana lipídica. Les proteïnes de la càpside formen hexones i pentones, les quals també protueixen cap a la superfície.
La següent capa seria una membrana lípidica, que estableix contacte amb les proteïnes de la càpside i les glicoproteïnes E1 i E2. La cua citoplasmàtica d’E2 interacciona amb la bicapa lipídica i les proteïnes de la càpside, formant una coberta icosaèdrica i una morfologia espinosa.
El virus és susceptible a molts desinfectants comuns com l'hipoclorit sodi 1% o etanol 70%, i a calor tant humida com seca.

## Cicle cel·lular
El VEEO entra a la cèl·lula diana via endocitosis mediada per receptor. Un cop a l’interior, la coberta viral es fusiona amb la membrana endocítica gràcies a un canvi conformacional que es dona per un pH baix i que permet l'exposició d’un pèptid present en la glicoproteïna de coberta E1. Seguidament, la nucelocàpside estableix interaccions amb els ribosomes i es tradueix un Open Reading Frame (ORF) present en els dos primers terços del genoma. La poliproteïna resultant és tallada en 4 proteïnes no estructurals responsables de la replicació de l'ARN, el capping i el processament de l'esmentada poliproteïna. Les proteïnes estructurals, incloent les dues glicoproteïnes E1 i E2 de coberta així com les de la càpside, són codificades per un segon ORF.
Després de tallar la càpside proteica al citoplasma de la cèl·lula, la poliproteïna restant s’insereix en el reticle endoplasmàtic on és tallada per proteases de la cèl·lula hoste i processada a través d’una via secretora, durant la qual es produeix la glicosilació de E2 i E1. Un cop aquests heterodímers són inserits a la membrana plasmàtica i 240 còpies de la càpside proteica interactuen amb una única còpia d'ARN per formar la nucleocàpisde, es produeix la maduració vírica. Les unitats de la nucleocàpside interactuen amb el domini citoplasmàtic de la proteïna E2 de coberta quedant unides; en aquest sentit, la maduració vírica estrictament parlant inclou 240 còpies de la càpside proteïca i 240 heterodímers E2/E1, formant espines trimèriques a la superfície del virus.

## Transmissió
El virus que provoca l'encefalitis equina occidental, alterna principalment entre pardals i mosquits culícids, amb una diversitat de mamífers com a hoste accidental. El cicle primari es dona quan el mosquit (vector d'amplificació) penetra en el que serà el seu reservori (aus, més concretament, pardals). Un cop aquesta au ha estat infectada pel mosquit hi pot haver dos tipus de transmissió:

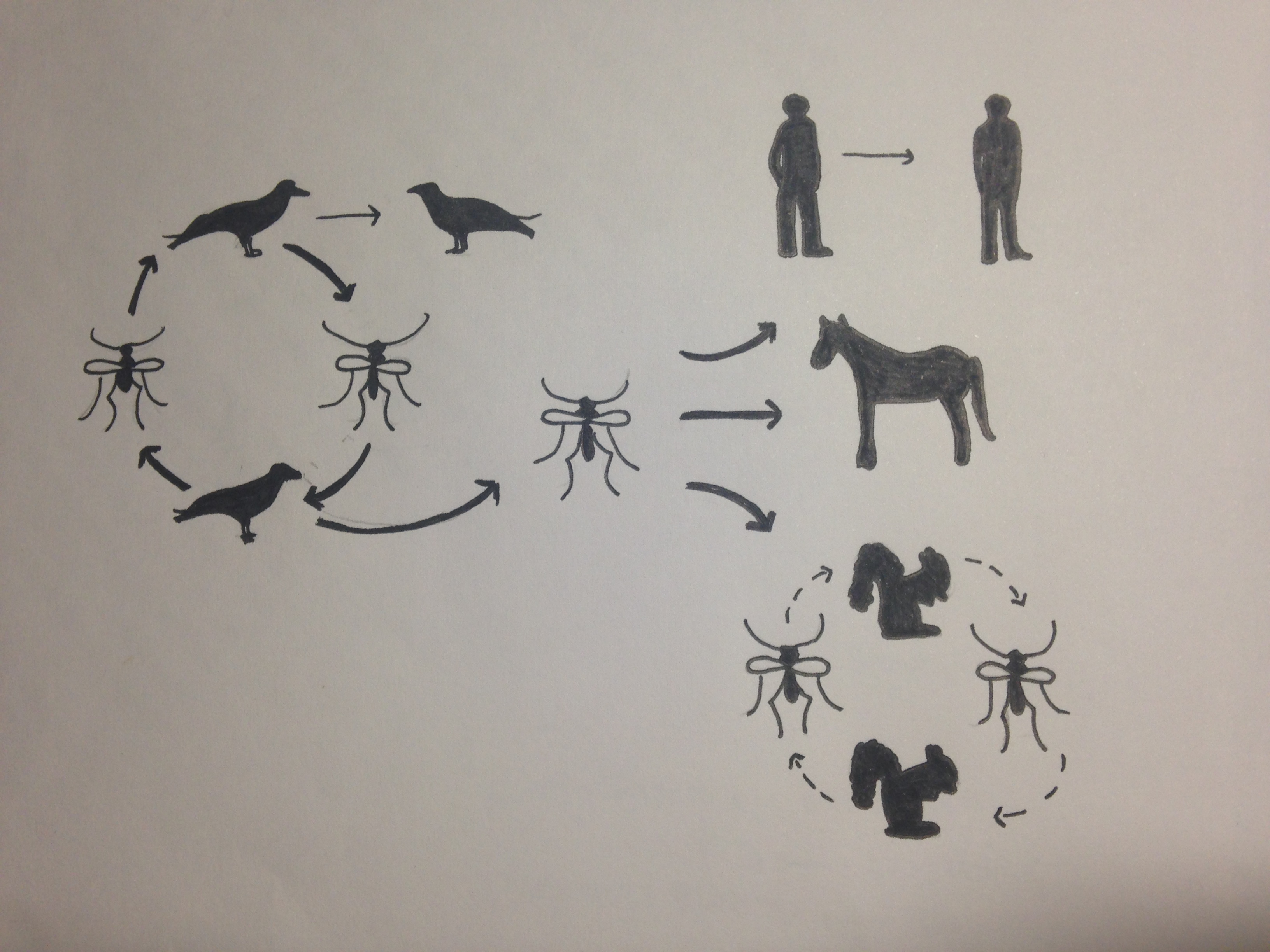
Vies de transmissió del virus

- Transmissió fecal - oral: entre dues aus
- Transmissió au - mosquit: un mosquit penetra en una au infectada obtenint el virus i realitzant la funció de vector pont. En algunes ocasions, després d'aquesta infecció el VEEO també pot alternar entre el mosquit Aedes melanimon i la llebre de cua negra (Lepus califomicus). Aquest cicle és un cicle secundari, ja que la llebre de cua negra serà un reservori secundari, com també poden ser-ho esquirols i altres tipus de vertebrats.

El Culex tarsalis és el vector més important, encara que trobem altres vectors significatius, com per exemple l'Aedes melanimon, l'Aedes dorsalis i l'Aedes campestris.
Quan el mosquit pica als cavalls o als humans, aquests passen a ser hostes accidentals, tot i que no desenvolupen 
una virèmia significativa. Els humans no transmeten els virus als mosquits que els puguin tornar a picar.
És possible que el VEEO resisteixi l'hivern en els rèptils, per tant, infeccions en serps, granotes, cobres o tortugues infectades de forma experimental poden ser transmissores del VEEO. No obstant, també cal tenir present altres possibles mecanismes de transmissió, com la transmissió vertical entre mosquits.

## Infecció

### En animals
Els virus de l'encefalomielitis equina causa la malaltia principalment en els èquids, però a vegades s'observen infeccions o casos clínics en algunes espècies d'aus.
Després de l'entrada del virus a l'organisme, el període d'incubació és de 5 a 14 dies. Els signes clínics que presenten inicialment els cavalls són febre, anorèxia i depressió. En els casos greus, aquesta etapa pot continuar-se amb una encefalitis, mostrant una activitat mental alterada, hipersensibilitat als estímuls, moviments musculars involuntaris, disminució de la visió, deambulació sense rumb, pressió del cap contra objectes, marxa en cercles, incapacitat per tragar, atàxia, parèsia, paràlisis i convulsions. També es poden donar períodes d'excitació o prurit intens. Alguns animals també poden desenvolupar diarrea o refredats. Molts dels cavalls que aconsegueixen passar la malaltia tenen seqüeles. No obstant, cal mencionar que també es donen infeccions asimptomàtiques o una lleu malaltia sense signes neurològics.
En la majoria d'espècies d'aus el virus no causa simptomatologia, tot i que en algunes espècies es poden donar infeccions greus o mortals.
També s'han descrit alguns casos d'encefalomielitis en altres mamífers com per exemple, ovelles, llames, porcs o cérvols, entre d'altres.

#### Distribució geogràfica
Tant els virus de l'encefalitis de l'Oest, com de l'Est i com de la Veneçolana, es produeixen a Amèrica del Nord, del Sud i central. El VEEO, en especial, ha estat aïllada des de l'Argentina fins a l'Oest del Canadà. Als Estats Units, sobretot a l'oest de Mississipi.

### En humans
L'encefalomielitis equina occidental és similar a la EEE (encefalomielitis equina de l'est), però generalment no presenta símptomes o en presenta de molt lleus en adults. El període d'incubació en la malaltia és d'entre 5 a 10 dies (com la EEE) la EEV, en canvi té un període d'incubació més curt, d'un a sis dies.

#### Signes clínics
No hi ha signes específics de la malaltia i produeix poques morts. Els símptomes apareixen de manera sobtada i poden ser febre, calfreds, mal de cap, nàusees, vòmits, anorèxia i malestar i es poden observar també signes respiratoris. En casos més greus es poden desencadenar danys neurològics permanents. Els pacients que es recuperen de l'encefalitis poden presentar fatiga, mal de cap, irritabilitat o tremolors fins a 2 anys post-infecció. La malaltia és més severa en els nens, sobretot en els que tenen menys d'un any i els danys neurològics greus es produeixen amb major freqüència a nens menors de 3 mesos. De forma menys freqüent, en nens de més d'un any, poden desenvolupar atacs epilèptics o convulsions.

#### Proves de diagnòstic
Generalment es diagnostiquen per serologia. En determinades circumstàncies, també es poden diagnosticar per aïllament del virus o per la detecció d'antígens o àcids nucleics en teixits i líquids corporals. És força difícil de trobar en sang o en el líquid cefalorraquidi (LCR), però es pot trobar al cervell i en altres teixits en l'autòpsia.
Si hi ha una confirmació serològica de la infecció pel virus, això implica un augment o un descens de 4 o més vegades en la titulació dels anticossos en mostres de sèrums recollides en 10-14 dies de separació. Quan es presenta la malaltia es pot observar un títol elevat d'anticossos, i normalment, es presenta en la fase aguda de la malaltia. En conseqüència, es pot realitzar un diagnòstic presumptiu si un cavall no vacunat amb signes clínics adequats, presenta anticossos davant el virus de la EEO.
Es pot realitzar una detecció de IgM mitjançant la tècnica de ELISA. Aquesta tècnica ens pot proporcionar un diagnòstic presumptiu de la infecció aguda.

#### Tractament i control
Consisteix en una teràpia de sosteniment. Actualment, es desconeix l'eficàcia dels fàrmacs antivirals, com la ribavirina.
No existeix un tractament específic per la EEO. Pot resultar útil la teràpia de sosteniment, que inclou electròlits, anticonvulsionants, antiinflamatoris i cures intensives.
Les mesures de control estan relacionades en el control del vector,s'ha vist que en les zones on s'han aplicat programes de control per al Culex tarsalis els resultats han sigut molt satisfactoris. Pel que fa a la prevenció individual, per a evitar les picades de mosquit, l'ús de repel·lents i roba de protecció, poden reduir el risc d'infecció. També es pot aplicar permetrina a la roba per evitar les picades. Cal prendre mesures de precaució per evitar l'exposició de líquids corporals al realitzar necròpsies en cavalls. Cal un nivell de bioseguretat 3 de contenció per treballar amb el virus al laboratori. Per la prevenció en èquids existeix una vacuna elaborada en un embrió de pollastre, aquesta vacuna pot ser monovalent contingent el virus EEO o pot ser bivalent o trivalent i contenir també el virus de l'encefalitis equina de l'est i la Veneçolana. aquesta vacuna s'aplica anualment en dosis intradèrmiques amb un interval de 7 a 10 dies entre vacunes, i la immunitat apareix al cap de dues setmanes després d'haver aplicat la primera dosis.

## Prevenció i control
S'ha de procurar que l'establiment d'un programa integral de prevenció i control que inclogui: la vigència d'una norma o base legal, pla de capacitació pel personal de salut involucrat, programa de divulgació i educació sanitària, atenció oportuna de focus d'infecció i el seu respectiu control, un muntatge i manteniment d'un sistema d'informació i vigilància epidemiològica amb un diagnòstic de laboratori, un control exhaustiu de la mobilització d'animals domèstics susceptibles, una coordinació intersectorial, investigació, control de vectors i participació comunitària.
En alguns països estan disponibles les vacunes per èquids per la VEEO. El risc d'infecció també es pot reduir a l'allotjar els cavalls en estables controlats, especialment durant els horaris d'elevada activitat dels mosquits. Els repel·lents i els ventiladors poden ser útils.

## Proves de diagnòstic
En els cavalls es pot diagnosticar per serologia. Les proves que s'utilitzen habitualment són la neutralització del virus, inhibició de l'hemaglutinació, ELISA i de fixació del complement. En la necròpsia, el VEEO es pot trobar el teixits, sobretot en el cervell, amb immunohistoquímica, ELISA o RT-PCR. Les infeccions aviars generalment es diagnostiquen mitjançant l'aïllament del virus, però també poden ser útils proves de serologia (inhibició de l'hemaglutinació), immunohistoquímica per detectar antígens virals en el cervell o RT-PCR.
| Etiològic | Suero LCR                | IgG ELISA MAC ELISA (detecció d'IgM) IHA/IFI Seroneutralització |
| Etiològic | Cervell Medul·la Espinal | Aïllament viral RT-nested PCR                                   |

## Morbiditat i mortalitat
Abans que es desenvolupessin vacunes per aquesta malaltia, els brots es produïen regularment als Estats Units i a Canadà. Aquestes epidèmies han variat en gravetat, no obstant, un brot de VEEO el 1937-38 va afectar més de 350.000 cavalls en Louisiana. Actualment, l'EEO sol produir-se en casos esporàdics d'encefalitis en cavalls, dispersos per una àmplia àrea. La taxa de letalitat en èquids de l'EEO generalment és del 20-30%.
En l'espècie humana la incidència anual de VEEO és altament variable. Entre 1955 i 1984 es va informar de 34 casos de mitjana cada any. Entre 1964 i 1992 es van notificar un mitjana de 22 casos cada any. No obstant, en el 1952 es van informar de 375 casos i 9 morts a Califòrnia. En general, es calcula que la proporció de casos infecciosos és aproximadament 1:1.000 en adults, 1:58 en nens d'1 a 4 anys i 1:1 en nens fins a un any d'edat.

## Investigació
En l'actualitat la investigació és escassa, tot i així es basa en aspectes moleculars.

### Aspectes epidemiològics
Es realitzen estudis de casos, de brots i de vectors (dels nous). Respecte als estudis epidemiològics s'estan estudiant en l'actualitat nous vectors i reservoris pels diversos tipus d'encefalitis així com possibles reservoris basats en el seguiment del monitor en animals sentinella i d'aus migratòries.

### Aspectes inherents al virus
S'han realitzat importants aportacions de la genètica del virus. La biologia menys coneguda correspon a l'encefalitis Equina Veneçolana.
Actualment, es coneix, gràcies a estudis recents, que una de les proteïnes estructurals del virus; nsP3, conté un domini variable (HVD) el que determina una baixa semblança entre la resta d'Alphavirus. Això permet pensar que aquest canvi és resultat d'una adaptació del virus a diferents hostes i vectors.

### Profilaxi
Les vacunes comercials es troben en el mercat i formen part del pla sanitari de les explotacions d'èquids, amb una revacunació anual. Tot i així per humans, no existeixen vacunes fins al moment. En els darrers anys s'han realitzat diversos estudis sobre diferents proteïnes estructurals del virus a partir de les quals dissenyar diferents vacunes.